# Aprilia MXV
L'Aprilia MXV è una motocicletta da motocross prodotta dall'Aprilia nella sola versione da 450 cm³.

## Descrizione
Introdotta a partire dal 2007, derivata dalle versioni supermotard ed enduro da cui differisce principalmente per la mancanza dell'impianto elettrico ausiliario e per il cerchio posteriore da 19 pollici.
Nel 2009 la moto venne riprogettata completamente e messa in vendita, diventando un vero e proprio modello distinto con telaio e forcellone più leggeri rispetto a quelli delle altre versioni SXV e RXV e quote ciclistiche differenti, rappresentando in tutto e per tutto l'estremizzazione delle serie xv per le competizioni e prodotta in piccola serie.
Il motore V77 ad un primo sguardo mantiene la stessa impostazione di quello delle sorelle da motard ed enduro, eccezion fatta per la presenza della pedalina di avviamento. Se analizzato in modo più approfondito risulta invece differente in molti particolari, primo tra tutti l'albero motore, che è spostato e montato su cuscinetti di banco e non più su bronzine; di conseguenza la catena di distribuzione risulta accorciata. Il serbatoio dell'olio lubrificante è spostato dal telaio all'interno del propulsore stesso. L'erogazione viene addolcita e anche il sistema di alimentazione è stato rivisto in funzione dell'uso crossistico con corpi farfallati allungati da 38 mm di diametro e alberi a camme dedicati,  oltre alla nuova fasatura Bigbang del motore. Il telaio permette l'uso della nuova pedivella e si differenzia dagli altri modelli per il nuovo cambio e per il sistema di trasmissione primaria che ha avuto una riduzione delle marce da 5 a 4. Esteticamente compaiono delle tabelline portanumero laterali (introdotte nel 2007 dalla RXV) e il parafango anteriore diventa uguale alla versione SXV e RXV.
Evidente la riduzione e l'accentramento delle masse con il serbatoio spostato sotto la sella che termina all'interno del telaietto posteriore e l'aspirazione spostata nella zona del canotto di sterzo, sono quindi rinnovate le plastiche della parte anteriore e la sella mentre la parte posteriore mantiene la consueta linea.
È l'unica moto prodotta in serie esistente che permette di variare la fasatura del motore da bigbang a scoppi regolari.
La Mxv è stata schierata negli anni 2009 e 2010 nel mondiale Motocross ed era l'unica bicilindrica presente. inoltre era schierata nel mondiale supermotard in cui ha vinto due titoli mondiali in una versione con 5 marce e con preparazione espressamente dedicata alla disciplina.
Le Mxv prodotte sono circa 300 tra il 2008 e il 2012.